# Erdbeben in der Türkei am 24. Januar 2020
Das Erdbeben in der Türkei am 24. Januar 2020 erschütterte um 20:55 Uhr Ortszeit die östliche Türkei mit einer Magnitude von 6,8 Mw. Bei dem Beben kamen 41 Menschen ums Leben und mehr als 1600 wurden verletzt. Zahlreiche Häuser stürzten ein oder wurden beschädigt.

## Tektonischer Hintergrund
Der Herdvorgang des Erdbebens war eine Blattverschiebung an der Ostanatolischen Verwerfung. Hier bewegt sich die Arabische Platte in Relation zur Eurasischen Platte mit etwa 21 Millimetern pro Jahr in nordnordwestlicher Richtung gegen die Anatolische Platte. Die Anatolische Platte selbst bewegt sich in Relation zu den beiden anderen Platten westwärts. Dadurch findet an der Ostanatolischen Verwerfung eine sinistrale Verschiebung statt. Nach mehreren schweren Erdbeben im 19. Jahrhundert trat die Störungszone im 20. Jahrhundert in eine tektonisch ruhigere Phase. In dem Abschnitt der Ostanatolischen Verwerfungszone, in dem das Beben vom 24. Januar 2020 stattfand, ereignete sich zuletzt im Jahr 1875 ein schweres Erdbeben.
Die Magnitude des Bebens wird von der türkischen Erdbebenwarte und der europäischen Erdbebenforschungsgesellschaft EMSC bei 6,8 Mw eingestuft, die amerikanische Erdbebenwarte des USGS gibt 6,7 Mw an. Sein Epizentrum lag rund 30 Kilometer von der Stadt Elazığ entfernt. Die Herdtiefe verortet die türkische Erdbebenwarte in acht, USGS in zehn und EMSC in fünfzehn Kilometern Tiefe. Die Länge der Herdfläche wird auf 30–40 Kilometer geschätzt.
Das Beben soll laut Zeugenberichten etwa 40 Sekunden lang angedauert haben. Die Erschütterungen wurden auch in Armenien, Georgien, Irak, Iran, Israel, Libanon und Syrien wahrgenommen.
Nach Einschätzung von USGS erreichte die wahrgenommene Intensität des Erdbebens für 6,23 Millionen Menschen Stufe V oder höher auf der Modifizierten Mercalliskala, davon für 8000 Menschen sogar Stufe IX, für 65.000 Stufe VIII und für 647.000 Stufe VII.
Es ereigneten sich zahlreiche Nachbeben mit Epizentren entlang der SW-NO-verlaufenden Ostanatolischen Verwerfung, bis 24. Februar 2020 hatten davon 26 Magnitudenwerte von 4 oder höher.

## Opfer und Schäden
| Gebäude                           | Anzahl | Stand/Quelle    |
| --------------------------------- | ------ | --------------- |
| Inspiziert                        | 39.460 | 31. Januar 2020 |
| Eingestürzt                       | 584    | 31. Januar 2020 |
| Aus Sicherheitsgründen abzureißen | 180    | 30. Januar 2020 |
| Schwer beschädigt                 | 6.845  | 31. Januar 2020 |
| Mittelschwer beschädigt           | 962    | 30. Januar 2020 |
| Leicht beschädigt                 | 10.273 | 30. Januar 2020 |
| Unbeschädigt                      | 12.615 | 30. Januar 2020 |

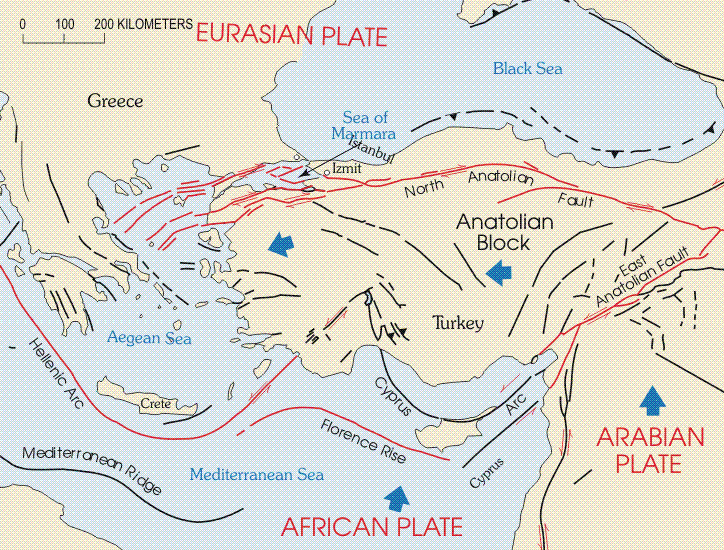
Die wichtigsten Störungszonen in der Türkei

Nach Angaben der Katastrophenschutzbehörde AFAD kamen bei dem Erdbeben 41 Menschen ums Leben, 1631 wurden verletzt. Aus den Trümmern konnten 45 Menschen gerettet werden. Am 27. Januar wurden die Such- und Rettungsarbeiten eingestellt, nachdem keine Personen mehr als vermisst galten.
Die am schwersten betroffenen Provinzen waren Elazığ und Malatya. Bei einer Schadenserhebungen an rund 40.000 Gebäuden in den beiden genannten Provinzen, sowie in Diyarbakır, Adıyaman und Kahramanmaraş wurden 584 eingestürzte Gebäude gezählt. 180 Gebäude mussten aus Sicherheitsgründen abgerissen werden, tausende weitere wurden beschädigt.

## Hilfsmaßnahmen und Reaktionen

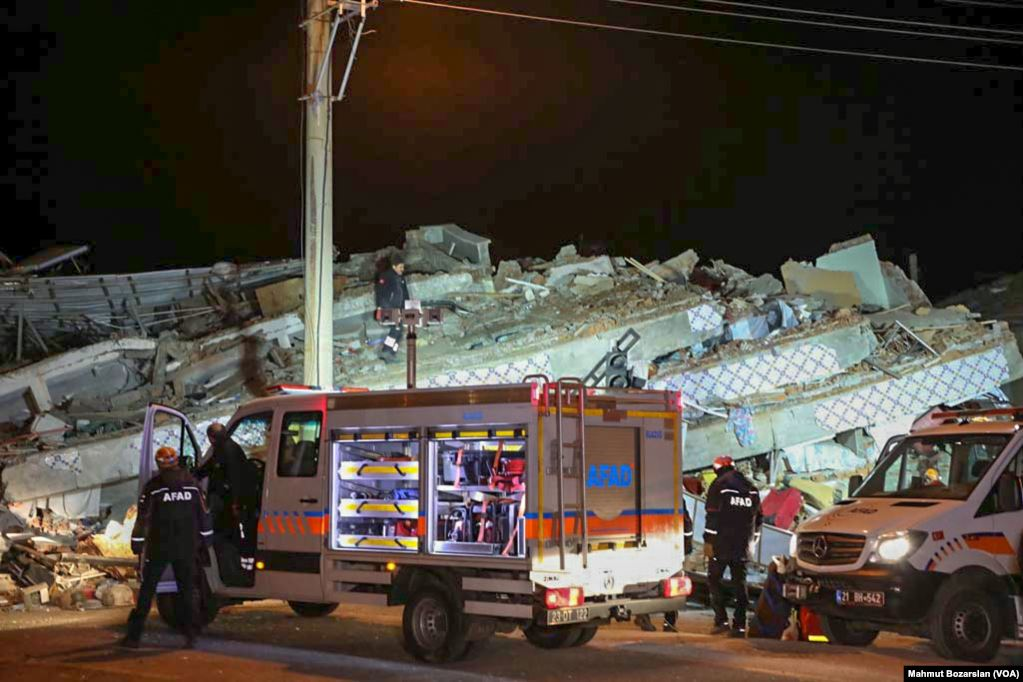
Helfer vor einem eingestürzten Gebäude in Elazığ

Türkische Hilfsorganisationen entsandten in einer ersten Reaktion mehr als 400 Rettungsteams in die betroffenen Gebiete. Am 25. Januar unterstützen mehr als 3700 Helfer mit 554 Fahrzeugen der Katastrophenschutzbehörde AFAD die Hilfs- und Bergungsaktionen sowie 108 Helfer von NGOs und Freiwillige. Insgesamt waren über 7100 Helfer und 24 Suchhunde im Einsatz. Die Temperaturen in der Region sanken nachts während der Rettungsaktionen auf −8 °C, manche Betroffene mussten die Nacht bei Feuern im Freien verbringen.
Die obdachlos Gewordenen wurden unter anderem in Sportzentren, Schulen, Moscheen und Gästehäusern untergebracht, AFAD und der Türkische Rote Halbmond lieferten rund 31.000 Zelte, 46.000 Feldbetten, Decken, Heizungen, Hygienepakete und Lebensmittel in die betroffene Region. Mehr als 1000 Spezialisten wurden für die Schadensabschätzung eingesetzt. Ab 28. Januar waren Hilfsteams für psychosoziale Unterstützung in der Region, ihnen gehörten mehr als 280 Mitarbeiter an.
Innenminister Süleyman Soylu erklärte das Beben zu einem Ereignis der Stufe drei des Notfallschutzplans, bei dem Unterstützung von Kräften des ganzen Staates gefordert ist, jedoch keine internationale Hilfe benötigt wird. Verteidigungsminister Hulusi Akar teilte mit, die Armee stehe bereit, bei Bedarf Katastrophenhilfe zu leisten. Innenminister Soylu versprach den Geschädigten finanzielle Unterstützung. Präsident Recep Erdoğan versprach, für die Betroffenen sollen bald Ersatzwohnungen geschaffen werden. Nach Angaben von AFAD werden in der Provinz Elazığ aus rund 5000 Containern fünf temporäre Containerdörfer errichtet, vier davon im Landkreis Elazığ und eines bei Sivrice. Die ersten Containerwohnungen wurden ein Monat nach dem Beben bezogen. Laut dem Minister für Stadtplanung Murat Kurum sollen bis Jahresende 2000 neue Häuser erbaut werden.
In 480 Schulen in der Region fiel für drei Wochen der Unterricht aus, wovon rund 125.000 Schüler und 9.000 Lehrer betroffen waren.
In der Türkei richteten Mobilfunkbetreiber die Möglichkeit ein, per SMS zu spenden. Damit und über ein von AFAD eingerichtetes Spendenkonto wurden mehr als 98 Mio. TL (ca. 15 Mio. Euro) Hilfsgelder gespendet.
Als erstes Land bot Griechenland über Außenminister Nikos Dendias der Türkei Unterstützung an. Zahlreiche weitere Staaten drückten ihr Mitgefühl aus.
Auf Ansuchen der türkischen Regierung entsandte die Weltgesundheitsorganisation (WHO) zwei Experten in die Region um die Koordination der Gesundheitsversorgungsmaßnahmen zu unterstützen. Die WHO lobte die Reaktion des Gesundheitsministeriums auf das Beben als rasch und effektiv. Auch der Generaldirektor des Türkischen Roten Halbmonds Ibrahim Altan zeigte sich mit den Such- und Rettungsaktionen von AFAD zufrieden, durch ihre Geschwindigkeit und gute Koordination seien viele Menschenleben gerettet worden.
Kritik wurde in Social-Media-Netzwerken hingegen daran laut, dass Warnungen vor möglichen Beben in der Region ignoriert worden sein sollen, so seien kaum Maßnahmen für erdbebensicheres Bauen getroffen worden.

## Belege
1. 1 2 3 4 5 6  24 Ocak 2020 Sivrice (Elazığ) Mw 6.8 Depremi Raporu. (PDF; 29,5 MB) In: afad.gov.tr. Februar 2020, abgerufen am 5. März 2020 (türkisch).
2. 1 2 3  M 6.7 - 13km N of Doganyol, Turkey. USGS, abgerufen am 28. Mai 2020 (englisch).
3. 1 2  M 6.8 - EASTERN TURKEY - 2020-01-24 17:55:14 UTC. ESCM, abgerufen am 28. Mai 2020 (englisch).
4. ↑  Isil Sariyuce, Hamdi Alkhshali, Amir Vera: At least 22 dead, more than 1,200 injured in Turkey earthquake. In: cnn.com 25. Januar 2020, abgerufen am 25. Januar 2020 (englisch).
5. ↑  Powerful Quake Kills 14 People in Eastern Turkey. In: voanews.com. 24. Januar 2020, abgerufen am 25. Januar 2020 (englisch).
6. ↑  Umit Ozdal: Powerful earthquake jolts eastern Turkey, killing 18. In: reuters.com. 25. Januar 2020, abgerufen am 25. Januar 2020 (englisch).
7. ↑  Suzan Fraser: At least 18 dead after 6.8 magnitude earthquake shakes eastern Turkey. In: globalnews.ca. 24. Januar 2020, abgerufen am 25. Januar 2020 (englisch).
8. ↑  M 6.7 - 13km N of Doganyol, Turkey: Pager. USGS, abgerufen am 28. Mai 2020 (englisch).
9. ↑  24 Ocak 2020 SİVRİCE (ELAZIĞ) Mw 6.8 DEPREMİNE İLİŞKİN ÖN DEĞERLENDİRME RAPORU. (PDF; 2 MB) In: afad.gov.tr. 25. Januar 2020, S. 3, abgerufen am 26. Januar 2020 (türkisch).
10. 1 2 3 4  BASIN DUYURUSU - 35 Elazığ ve Malatya’da İyileştirme Çalışmaları Devam Ediyor. In: afad.gov.tr. 31. Januar 2020, abgerufen am 2. Februar 2020 (türkisch).
11. 1 2 3 4 5  BASIN DUYURUSU - 33 Elazığ ve Malatya’da İyileştirme Çalışmaları Devam Ediyor. In: afad.gov.tr. 30. Januar 2020, abgerufen am 1. Februar 2020 (türkisch).
12. ↑  BASIN DUYURUSU - 21 Elazığ ve Malatya’da Müdahale ve İyileştirme Çalışmaları Sürüyor. In: afad.gov.tr. 27. Januar 2020, abgerufen am 27. Januar 2020 (türkisch).
13. 1 2  41 dead, 1,607 injured as massive quake of magnitude 6.8 rocks Turkey's Elazığ. In: dailysabah.com. 28. Januar 2020, abgerufen am 28. Januar 2020 (englisch).
14. ↑  Erdbeben im Osten der Türkei: Mindestens 18 Tote. In: orf.at. 24. Januar 2020, abgerufen am 25. Januar 2020.
15. ↑  BASIN DUYURUSU - 14 Elazığ’daki Deprem Sonrası Müdahale ve İyileştirme Çalışmaları. In: afad.gov.tr. 25. Januar 2020, abgerufen am 27. Januar 2020 (türkisch).
16. 1 2 3  BASIN DUYURUSU – 48 Elazığ ve Malatya’da İyileştirme Çalışmaları Devam Ediyor. In: afad.gov.tr. 13. Februar 2020, abgerufen am 15. Februar 2020 (türkisch).
17. ↑  Bethan McKernan: Turkey earthquake: death toll rises as search for survivors continues. In: theguardian.com. 25. Januar 2020, abgerufen am 25. Januar 2020 (englisch).
18. 1 2  Umit Bektas: Turkey ends rescue efforts after earthquake toll reaches 41. In: trust.org. 27. Januar 2020, abgerufen am 30. Januar 2020 (englisch).
19. ↑  BASIN DUYURUSU: 30 Elazığ ve Malatya’da İyileştirme Çalışmaları Devam Ediyor. In: afad.gov.tr. 29. Januar 2020, abgerufen am 1. Februar 2020 (türkisch).
20. ↑  Umit Ozdal: Rescuers dig for survivors after Turkey quake kills at least 29. In: reuters.com. 26. Januar 2020, abgerufen am 26. Januar 2020 (englisch).
21. ↑  Ali Murat Alhas: Magnitude 6.5 quake jolts eastern Turkey. In: aa.com.tr. 24. Januar 2020, abgerufen am 24. Januar 2020 (englisch).
22. ↑  Andrew Wilks: Death toll rises to 35 as Turkish crews continue search for earthquake survivors. In: globalnews.ca. 26. Januar 2020, abgerufen am 26. Januar 2020 (englisch).
23. ↑  Beben in der Türkei als Test für Regierung. In: derstandard.at. 26. Januar 2020, abgerufen am 30. Januar 2020.
24. ↑  BASIN DUYURUSU - 45 Elazığ ve Malatya’da İyileştirme Çalışmaları Devam Ediyor. In: afad.gov.tr. 9. Februar 2020, abgerufen am 10. Februar 2020 (türkisch).
25. ↑  ‘Container city’ in Elazığ gives new homes to Turkey's quake survivors. In: dailysabah.com. 25. Februar 2020, abgerufen am 2. März 2020 (englisch).
26. ↑  Schools reopen in quake-hit region in eastern Turkey. In: dailysabah.com. 24. Februar 2020, abgerufen am 2. März 2020 (englisch).
27. ↑  Zuhal Demirci: Greek top diplomat condoles with Turkey over quake. In: aa.com.tr. 24. Januar 2020, abgerufen am 24. Januar 2020 (englisch).
28. ↑  World extends condolences over deathly quake in Turkey. In: hurriyetdailynews.com. 25. Januar 2020, abgerufen am 25. Januar 2020 (englisch).
29. ↑  Turkey earthquake: health infrastructure intact, WHO supporting emergency response. (Memento des Originals vom 30. Januar 2020 im Internet Archive)  Info: Der Archivlink wurde automatisch eingesetzt und noch nicht geprüft. Bitte prüfe Original- und Archivlink gemäß Anleitung und entferne dann diesen Hinweis. WHO, 28. Januar 2020, abgerufen am 30. Januar 2020 (englisch).
30. 1 2  Nach dem Beben: Türkei unterdrückt Kritik an Krisenabwehr. In: dw.com. 28. Januar 2020, abgerufen am 30. Januar 2020.